# Algarra
Algarra è un comune spagnolo di 36 abitanti situato nella comunità autonoma di Castiglia-La Mancia.

## Geografia fisica

### Clima
Algarra ha un clima di alta montagna, freddo durante tutto l'anno, con nevicate abbondanti da metà autunno alla fine della primavera